# Børn imellem krig og kærlighed
|  | Denne artikel er oprettet af botten Steenthbot ud fra en ekstern database. Den kan derfor have sproglige fejl eller mangler. Denne skabelon kan fjernes efter kontrol af indholdet. |

Børn imellem krig og kærlighed er en dansk kortfilm fra 1989 instrueret af Rikke Rørbech.

## Handling
Filmen viser nogle facetter af børns og voksnes reaktioner på samkvemsproblemer i forlængelse af en skilsmisse. Historien er bygget op som et eventyr og er for så vidt en tidløs fortælling. Den handler om 4 børn i alderen 5-11 år, der bor sammen med hver...